# Donja Stubica
Donja Stubica est une ville et une municipalité située dans l'Hrvatsko Zagorje, dans le comitat de Krapina-Zagorje, en Croatie. Au recensement de 2001, la municipalité comptait 5 930 habitants, dont 95,45 % de Croates et la ville seule comptait 2 524 habitants.

## Localités
La municipalité de Donja Stubica compte 10 localités : 
| - Donja Podgora - Donja Stubica - Gornja Podgora - Hižakovec - Hruševec | - Lepa Ves - Matenci - Milekovo Selo - Pustodol - Vučak |

## Jumelage
- Rodgau (Allemagne) depuis 2002